# Años 850
Los años 850 o década del 850 empezó el 1 de enero del 850 y terminó el 31 de diciembre del 859.

## Acontecimientos
- Benedicto III sucede a San León IV como papa en el año 855.
- San Nicolás I sucede a Benedicto III como papa en el año 858.
- Batalla de Guadalacete